# Pseudoplectus
Pseudoplectus är ett släkte av skalbaggar som beskrevs av Edmund Reitter 1881. Pseudoplectus ingår i familjen kortvingar.
Släktet innehåller bara arten Pseudoplectus perplexus.